# Jeppe på bjerget (1908)
Jeppe på bjerget är en dansk kort stumfilm från 1908. Regissörens identitet är okänd. Manuset byggde på norskfödde Ludvig Holbergs pjäs med samma namn från 1722.